# Jatiwarno
Jatiwarno is een bestuurslaag in het regentschap Karanganyar van de provincie Midden-Java, Indonesië. Jatiwarno telt 2695 inwoners (volkstelling 2010).